# Lancefield Coachworks

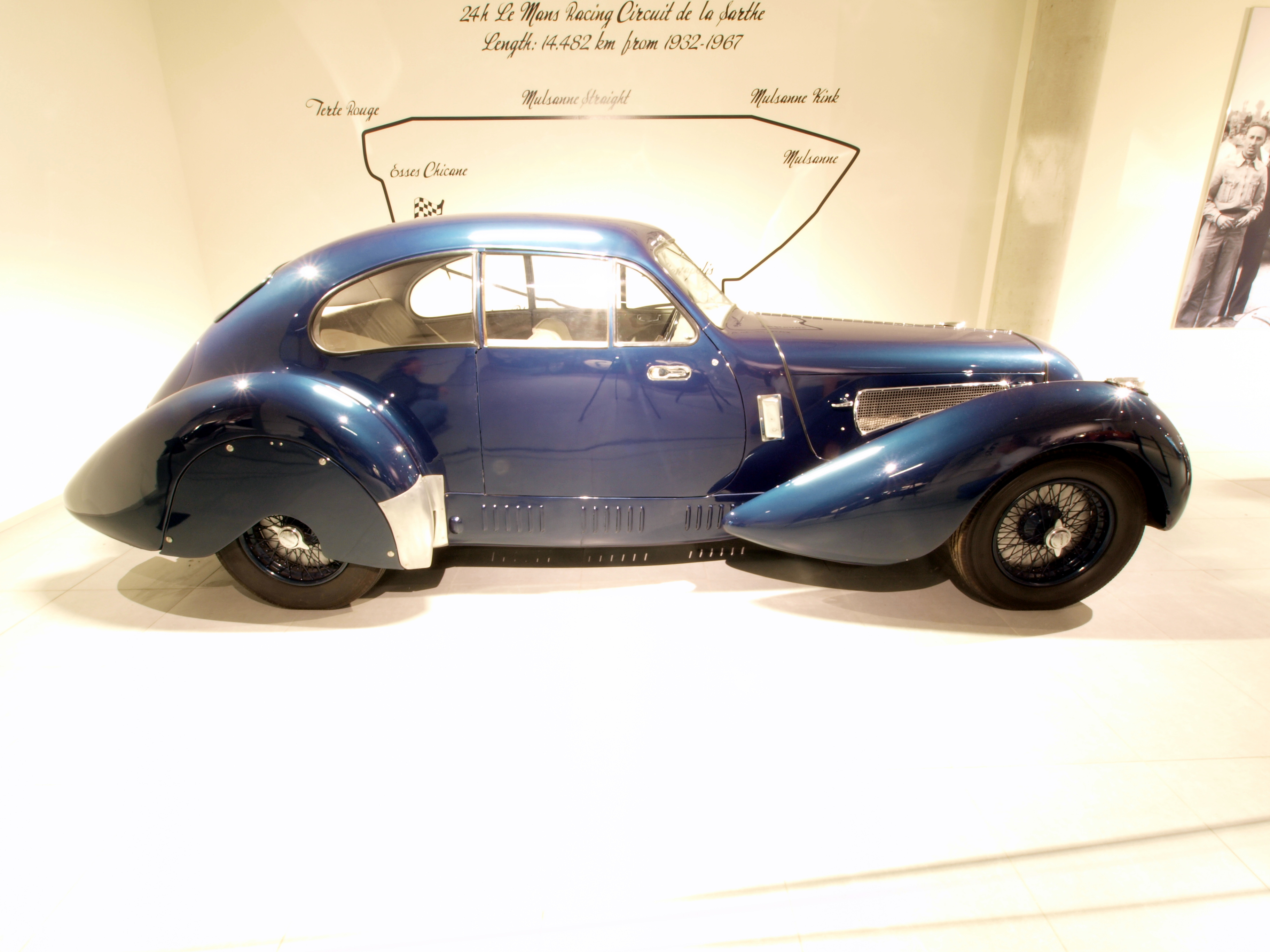
Lagonda V12 mit Lancefield-Karosserie (1939)

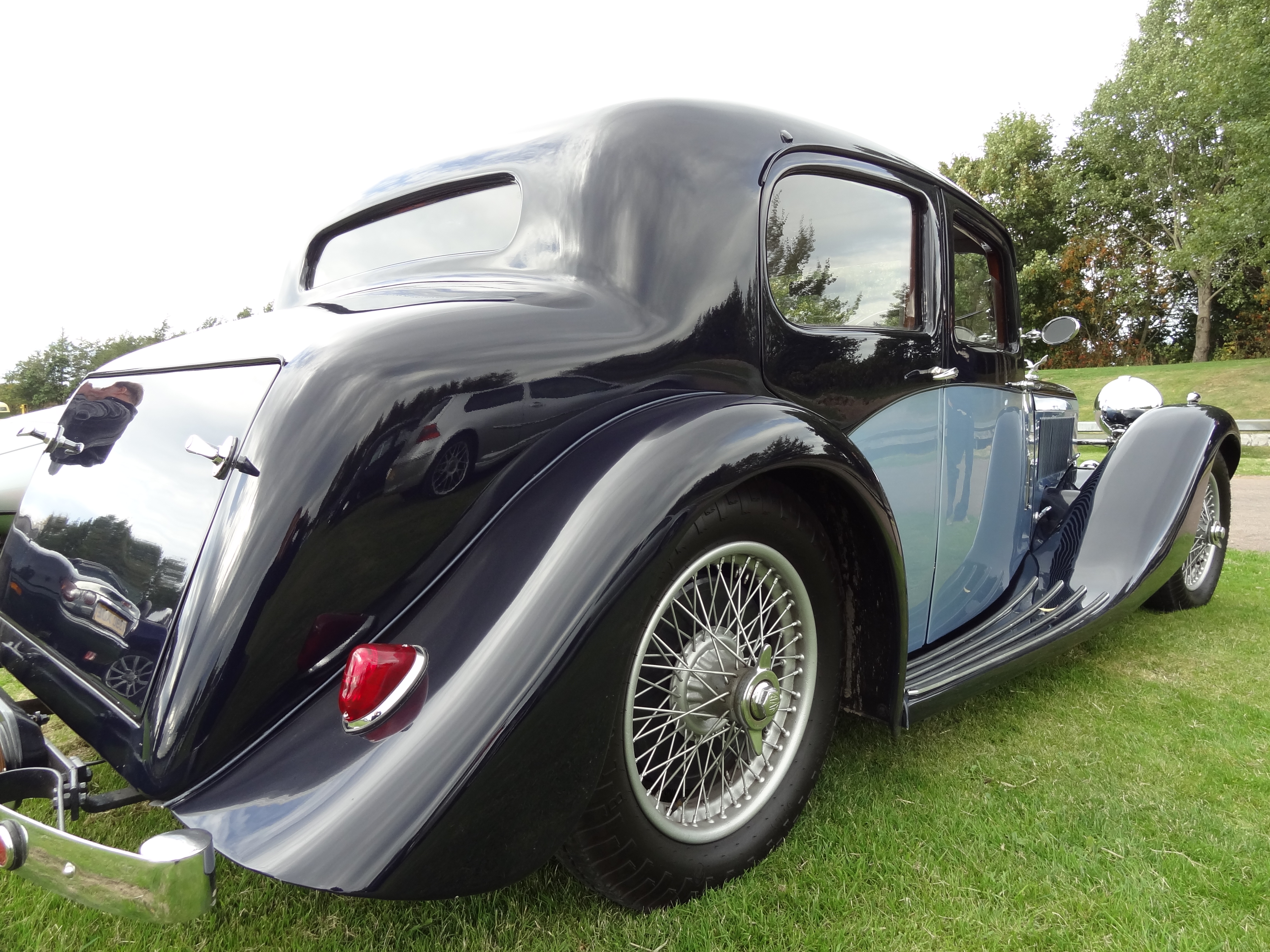
Von Lancefield karossiert: Alvis Speed 20 (1936)

Lancefield Coachworks war ein britischer Hersteller von Automobilkarosserien. Von 1922 bis in die frühe Nachkriegszeit entstanden bei Lancefield individuelle, zumeist auf Kundenwünsche abgestimmte Aufbauten für britische Oberklassefahrzeuge. 

## Unternehmensgeschichte
Das Unternehmen wurde 1922 unter dem Namen Gaisford & Warboys gegründet. Gründer waren drei Gaisford-Brüder und George Warboys. Die erste Niederlassung befand sich in der Londoner Lancefield Street. 1927 wechselte das Unternehmen in die Beethoven Street. Da es zu dieser Zeit stark mit dem Straßennamen Lancefield in Verbindung gebracht wurde, machten die Inhaber diesen Namen zur Firma des Unternehmens. 
Anfänglich war Lancefield in erster Linie als Subunternehmer für andere, bekanntere Karosseriehersteller tätig. Auftraggeber waren beispielsweise Brainsby-Woollard und Offord & Sons. In dieser Zeit entstanden Karosserieteile und komplette Karosserien nach Entwürfen, die die Auftraggeber geliefert hatten. Etwa zeitgleich mit dem Umzug in die Beethoven Street begann Lancefield, eigene Aufträge zu akquirieren. In den späten 1920er-Jahren entstanden so die ersten Lancefield-Aufbauten nach eigenen Entwürfen. Eingekleidet wurden Chassis von Alvis, Bentley, Isotta Fraschini, Lagonda, Rolls-Royce Motor Cars  und Stutz.
1930 schloss sich der Designer Jock Betteridge dem Unternehmen an. Unter seiner Leitung entwickelte Lancefield einen eigenständigen Designstil, der sich durch auffällige, nach damaligem Verständnis aerodynamische Linien auszeichnete, die teilweise Elemente des Art déco enthielten. Betteridges Entwürfe hatten fließende Formen, einige Aufbauten wiesen voll integrierte Karosserien ohne äußerlich abgesetzte Kotflügel (Pontonstil) oder eingezogene Frontscheinwerfer auf. Die Lancefield-Karosserien wurden auf zahlreichen Ausstellungen gezeigt und gewannen mehrere Designpreise. 
Nach dem Zweiten Weltkrieg versuchte Lancefield zunächst, die Karosserieproduktion wieder aufzunehmen. Auf der Earls Court Motorshow im Oktober 1948 zeigte Lancefield zwei behindertengerecht umgebaute Limousinen auf Humber- und Daimler-Chassis. Danach stellte das Unternehmen nicht mehr aus. In den 1950er-Jahren beschäftigte sich Lancefield vor allem mit der Reparatur und der Restaurierung älterer Autos; 1960 gab das Unternehmen die Karosserieherstellung gänzlich auf. Einige Jahre danach war es mit der Herstellung von Flugzeugteilen beschäftigt.